# Eva Andersson (fotbollsspelare)
Eva "Lill-Eva" Andersson, född 15 augusti 1963 i Sundsvall, är en svensk fotbollsspelare och undersköterska.
Andersson har spelat i Kubikenborgs IF, GIF Sundsvall, Sundsvalls DFF och Öxabäcks IF. Hon spelade i damlandslaget och vann EM-guld 1984. 1985 utsågs hon till Årets fotbollstjej. 1987 vann hon SM-guld med Öxabäck.
I januari 2008 utsågs Andersson i en omröstning till Medelpads bästa kvinnliga fotbollsspelare genom tiderna.